# Lindsey Maguire
Lindsey Maguire (ur. 15 stycznia 1982 w Edynburgu) – brytyjska wioślarka.

## Osiągnięcia
- Mistrzostwa Europy – Poznań 2007 – ósemka – 3. miejsce[1].
- Mistrzostwa Europy – Ateny 2008 – ósemka – 2. miejsce[1].
- Mistrzostwa Świata – Poznań 2009 – ósemka – 5. miejsce[1].
- Mistrzostwa Świata – Bled 2011 – ósemka – 3. miejsce[1]